# Rhombolytrum monandrum
Rhombolytrum monandrum är en gräsart som först beskrevs av Eduard Hackel, och fick sitt nu gällande namn av Elisa G. Nicora och Sulma Zulma E. Rúgolo de Agrasar. Rhombolytrum monandrum ingår i släktet Rhombolytrum och familjen gräs. Inga underarter finns listade i Catalogue of Life.